# 海岸管理
海岸管理（英語：Coastal management）是指抵抗洪水和阻止侵蝕作用的行為，亦可以指阻止侵蝕作用所使用的技術和技巧，以取得更多可以使用的土地。

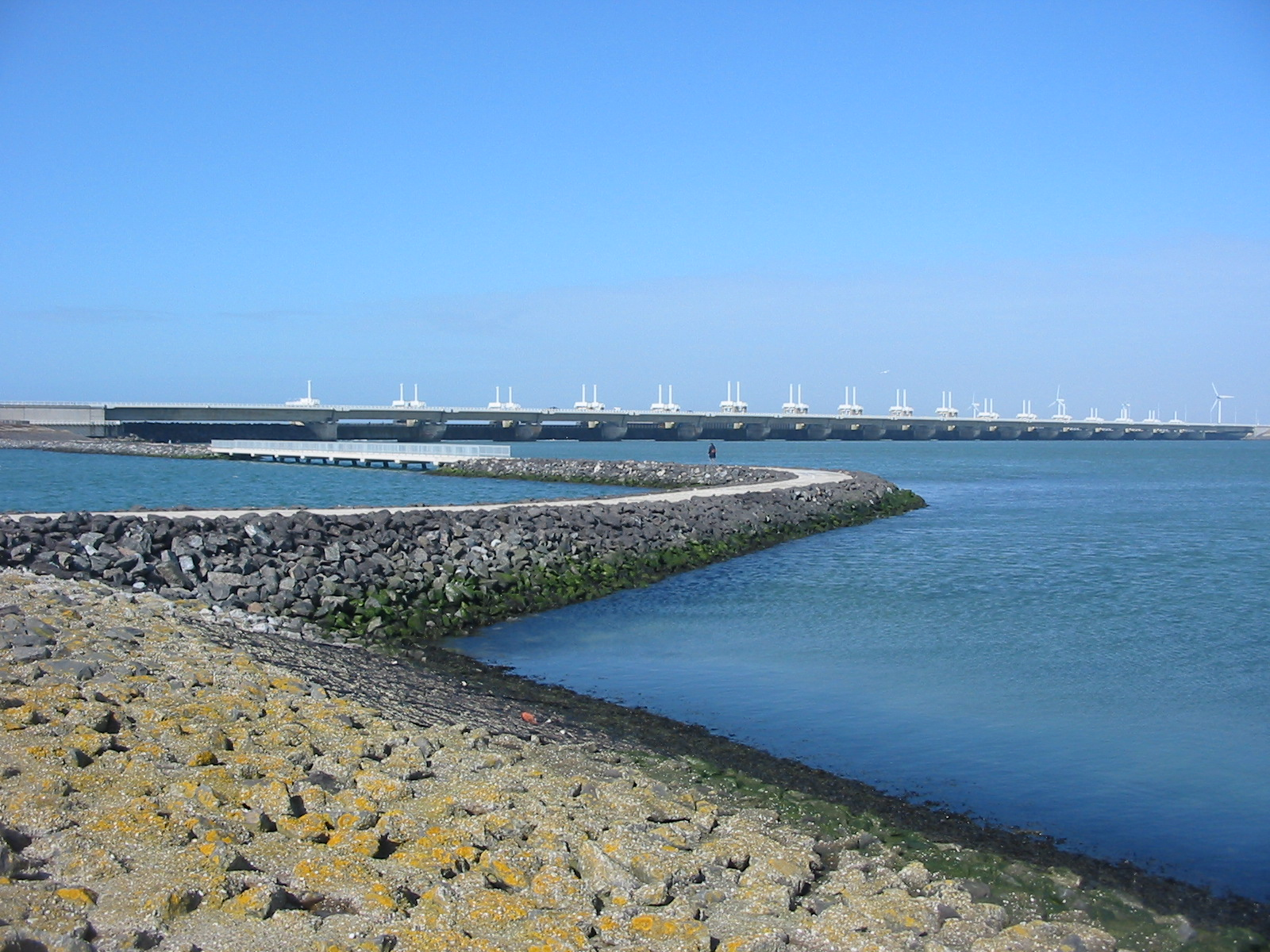
荷兰的Oosterscheldekering海堤